# Fear of Infinity
Fear of Infinity è il quarto album in studio del gruppo musicale doom metal statunitense While Heaven Wept, pubblicato dall'etichetta discografica Nuclear Blast nel 2011.

## Il disco
La peculiarità stilistica del disco è riscontrabile nella disomogeneità delle composizioni, con brani ispirati al doom metal ed altri colmi di variazioni, a volte progressive, a volte folk metal, e contraddistinti da atmosfere che potrebbero ricordare quelle proposte da Opeth e My Dying Bride. Ciò è imputabile al fatto che le canzoni vennero scritte in anni diversi, partendo dal 1993 per arrivare al 2008, per poi essere riarrangiate in occasione di questo lavoro.
Un altro elemento non uniforme è riscontrabile nella durata dei brani, che variano da poco più di due minuti e mezzo agli undici minuti della traccia conclusiva. Il cantato di Rain Irving, melodico ed improntato su tonalità evocative, è esaltato dalla presenza di soluzioni tastieristiche cariche di drammaticità e in alcuni momenti viene accompagnato da voci sovraincise.

## Tracce
Testi e musiche di Tom Phillips eccetto dove diversamente indicato.
1. Hour of Reprisal – 3:47
2. Destroyer of Solace – 2:40
3. Obsessions Now Effigies – 4:37 (Phillips, Karazeris, Papadopoulos, Pastras)
4. Unplenitude – 3:21
5. To Grieve Forever – 6:13
6. Saturn and Sacrifice – 5:25 (Scott Loose, Phillips)
7. Finality – 11:08

## Formazione
- Rain Irving - voce, tastiera
- Tom Phillips - chitarra, tastiera
- Scott Loose - chitarra
- Jim Hunter - basso
- Trevor Schrotz - batteria
- Jason Lingle - tastiera
- Michelle Loose-Schrotz - tastiera, voce armonica

### Produzione
- Chris Salamone - produzione, ingegneria del suono, missaggio, mastering
- Tom Phillips - produzione, concept art
- Gustavo Sazes – grafica, concept art
- Estelle Motsiou – grafica, concept art